# Krążowniki rakietowe projektu 1164

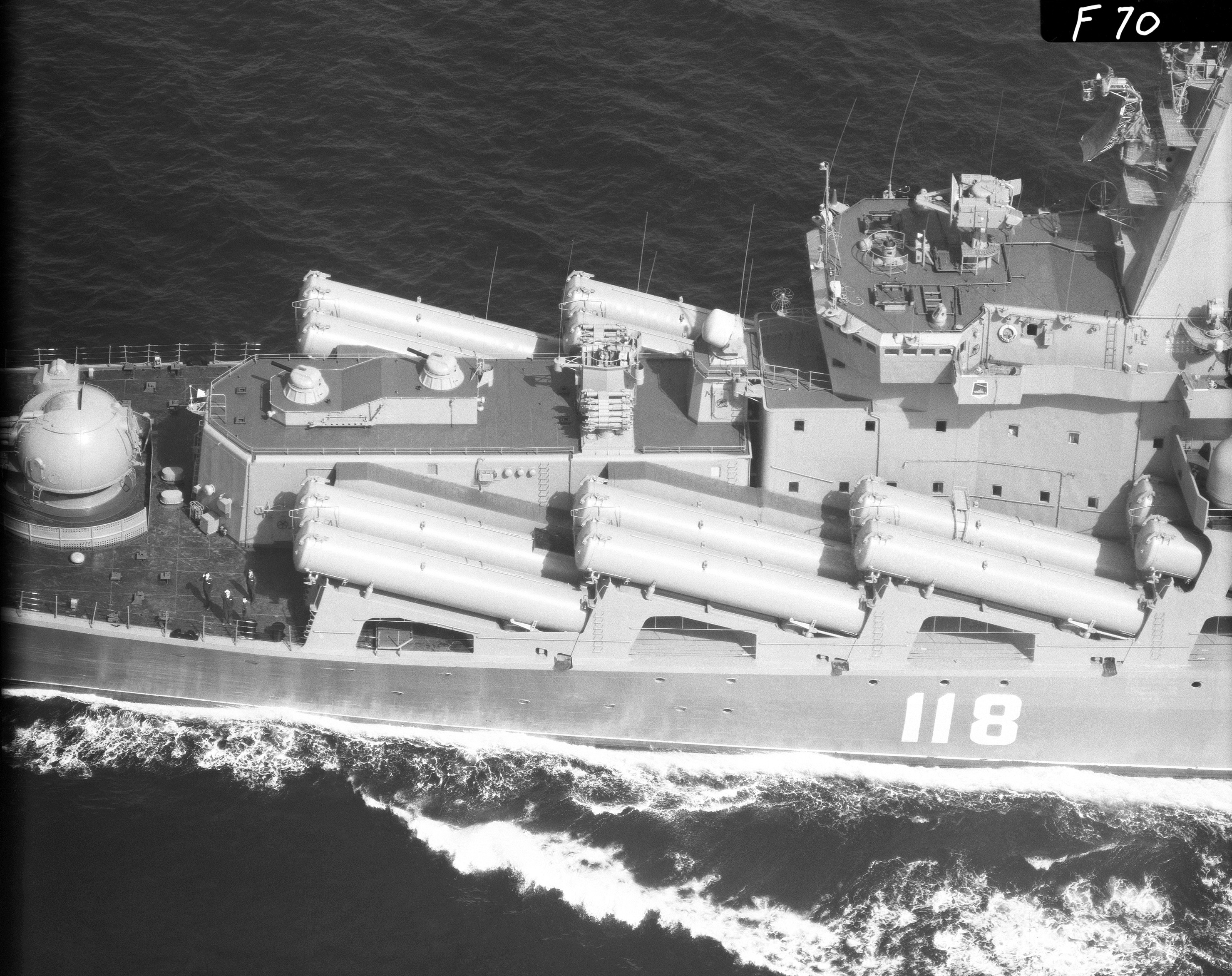
Wyrzutnie pocisków P-500 Bazalt. Z lewej strony widoczna obrotowa wieża armaty AK-130

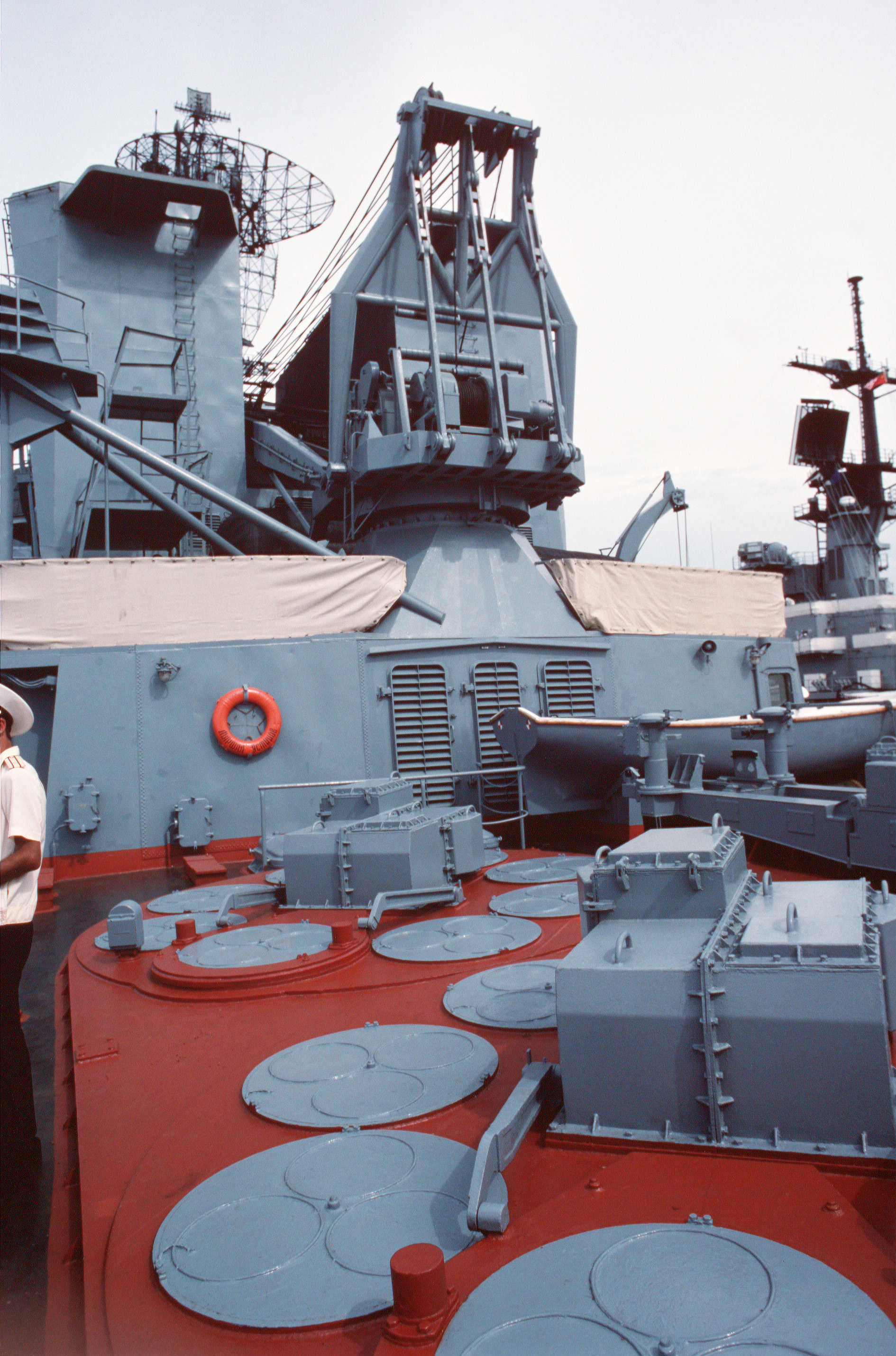
Wyrzutnie pocisków S-300F na pokładzie krążownika „Marszał Ustinow”

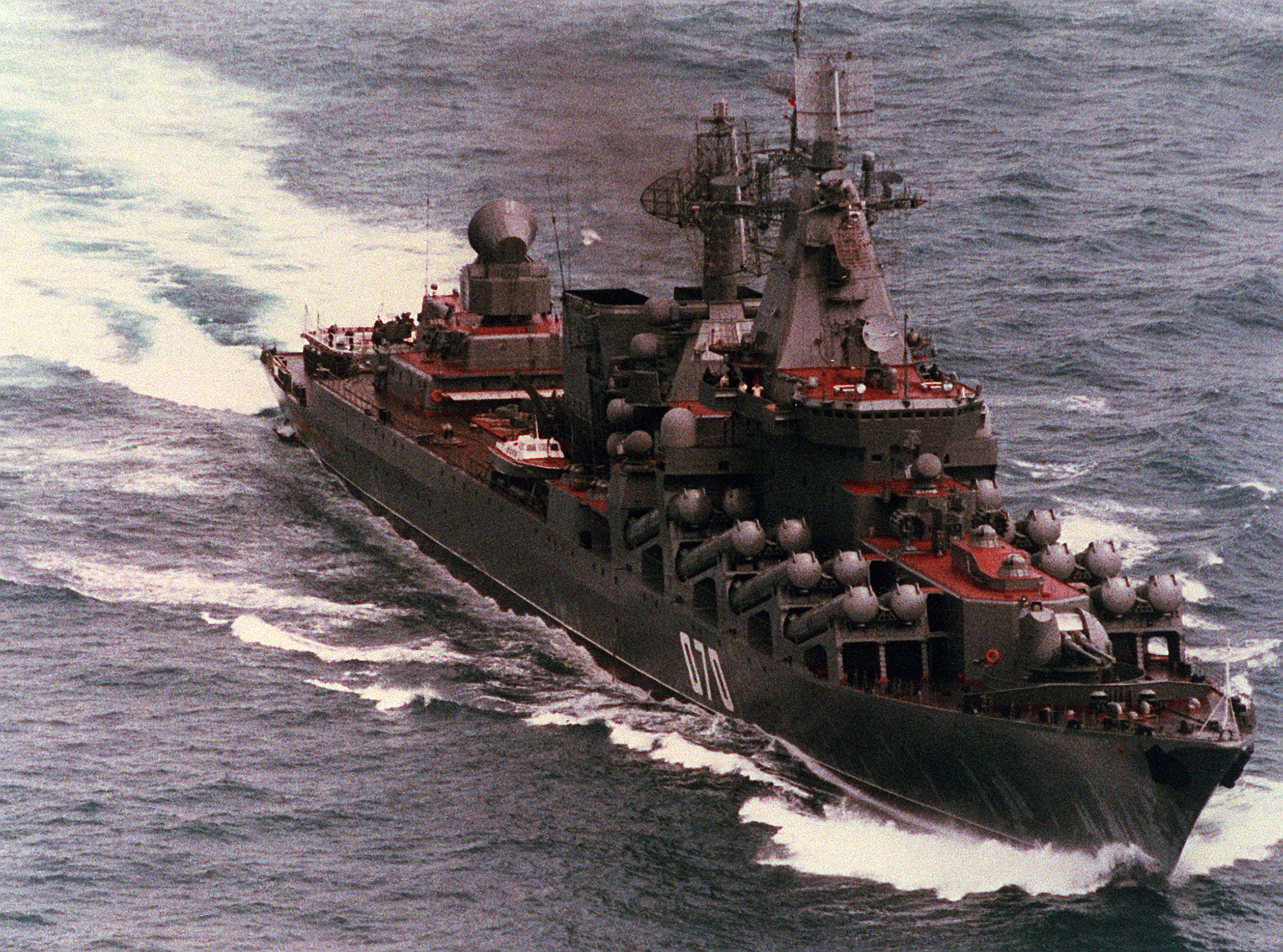
„Marszał Ustinow” w 1993 roku

Krążowniki rakietowe projektu 1164 (oznaczenie kodowe: Atłant, w kodzie NATO Slava) – typ radzieckich krążowników rakietowych o napędzie konwencjonalnym (turbiny gazowe). W latach 1976–1990 z planowanych dziewięciu ukończono trzy jednostki tego typu, z których dwie są obecnie użytkowane przez Rosję.

## Opis
Krążowniki projektu 1164, który otrzymał w ZSRR nazwę kodową Atłant (Атлант), zaprojektowano jako okręty przeznaczone do zadań uderzeniowych, przede wszystkim do zwalczania lotniskowców amerykańskich przy pomocy ciężkich pocisków przeciwokrętowych, a także do obrony przeciwlotniczej zespołów floty dzięki nowym pociskom dalekiego zasięgu. Mogły również służyć do walki z okrętami podwodnymi. Wielkością i możliwościami były sytuowane pomiędzy krążownikami typu Kirow a niszczycielami typu Sowriemiennyj i miały stanowić mniejsze i tańsze uzupełnienie dla tych pierwszych. Potocznie były określane jako „zabójcy lotniskowców” (ros. ubijcy awianoscew).
Prace nad projektem 1164 rozpoczęto pod koniec lat 60. XX wieku, jednak budowa pierwszej jednostki opóźniła się do 1976 roku ze względu na konieczność rozwiązania problemów z nowymi przeciwokrętowymi pociskami P-500 Bazalt, które miały stanowić podstawowe uzbrojenie okrętów. Prace prowadzono w Północnym Biurze Projektowo-Konstrukcyjnym pod kierunkiem A. Pierkowa, a następnie W. Mutichina. Nowy projekt zakładał wykorzystanie powiększonej wersji kadłuba starszych krążowników typu Kara uważanych za poprzednika projektu 1164. Budowa została przeprowadzona w stoczni im. 61 Komunardów w Mikołajowie, tej samej w której powstawał typ Kara.
Główną cechą konstrukcji projektu 1164, nadającą okrętowi charakterystyczny wygląd, jest 16 wyrzutni pocisków Bazalt, umieszczonych w przedniej części kadłuba, po obu jego stronach. Procedura przeładowania wyrzutni możliwa jest do wykonania jedynie w porcie. Hangar śmigłowca znajduje się poniżej pokładu startowego, a sam śmigłowiec transportowany jest pomiędzy nimi przy pomocy specjalnej rampy (podobne rozwiązanie zastosowano na krążownikach typu Kirow).
Zachodni wywiad początkowo oznaczył projekt 1164 jako BLACKCOM1 (Black Sea Combatant 1), a następnie nadał mu nazwę Krasina. W 1983 roku, gdy po raz pierwszy zaobserwowano nowy okręt na morzu, nazwa została zmieniona na Slava. Niektóre źródła utrzymują, iż Sowieci zamierzali wyprodukować 21 jednostek tego typu, które miałyby zastąpić wycofywane ze służby krążowniki typów Kresta i Groznyj.
Planowano budowę dziewięciu jednostek, lecz ostatecznie ukończono tylko trzy okręty, natomiast nie ukończono czwartego, przekazanego po rozpadzie ZSRR Ukrainie. Od piątego okrętu „Oktjabrskaja Riewolucyja” miały być budowane według ulepszonego projektu 11641, z kadłubem przedłużonym o 6 m i zmodyfikowanym uzbrojeniem, lecz nieukończony kadłub złomowano przed wodowaniem, a budowy ostatnich czterech nawet nie rozpoczęto.
Wyporność standardowa okrętów wynosiła 9300 ton, a pełna 11 300 ton. Długość całkowita wynosiła 186 m, a na linii wodnej 170 m, natomiast szerokość 20,8 m, a zanurzenie 8,4 m. Nietypowym rozwiązaniem była skomplikowana siłownia okrętów – napęd był kombinowany w układzie COGOG z dodatkowymi turbinami parowymi, napędzającymi dwie śruby. Napęd mocy szczytowej stanowiły dwie turbiny gazowe M-8KF o mocy łącznej 110 tys. KM pozwalające na osiąganie prędkości maksymalnej 32 węzły. Napęd marszowy stanowiły dwie turbiny gazowe M-70 o mocy łącznej 20 tys. KM i dodatkowo dwie turbiny parowe o mocy 12 tys. KM, zasilane w parę kotłami ogrzewanymi od gazów spalinowych. Turbiny mocy szczytowej umieszczone były w rufowym przedziale maszynowni, a marszowe – w dziobowym. Przy prędkości ekonomicznej 18 węzłów zasięg wynosił 7500 mil morskich. Załogę początkowo stanowiło 485 osób, w tym 66 oficerów.

## Uzbrojenie
- 16 przeciwokrętowych pocisków P-500 Bazalt (na ostatnim okręcie P-1000 Wulkan) w wyrzutniach zamontowanych na pokładzie.
- 8 wyrzutni S-300F Fort zamontowanych w układzie z ang. VLS, z zapasem 64 pocisków przeciwlotniczych 5W55RM, 48N6 i innych.
- 2 podwójne wyrzutnie Osa-MA z zapasem 40 pocisków przeciwlotniczych 9M33M.
- 2 działa uniwersalne AK-130 kalibru 130 mm w pojedynczej wieży zamontowane w części dziobowej okrętu.
- 6 zautomatyzowanych działek AK-630 kalibru 30 mm (ang. CIWS), służących do zwalczania pocisków przeciwokrętowych i innych celów lotniczych. Na okręcie „Wariag” w ich miejsce zamontowano 3 rakietowo-artyleryjskie zestawy przeciwlotnicze 3M87 Kortik zawierające 2 działka kal. 30 mm i 8 rakiet 9M311.
- 2 dwunastoprowadnicowe wyrzutnie RBU-6000 rakietowych bomb głębinowych RGB-60 kalibru 213 mm.
- 10 wyrzutni torpedowych kalibru 533 mm.

## Jednostki
- „Moskwa”

Numer burtowy: 121
Wcześniejsza nazwa okrętu: „Sława” (numer burtowy: 126)
Położenie stępki: 1976
Wodowanie: 27 lipca 1979
Wcielenie do służby: 30 stycznia 1983
Przynależność: Flota Czarnomorska
Zatopiony 14 kwietnia 2022 roku na Morzu Czarnym podczas Inwazji Rosji na Ukrainę
- „Marszał Ustinow”

Numer burtowy: 055
Wcześniejsza nazwa okrętu: „Admirał Fłota Łobow”
Położenie stępki: 1978
Wodowanie: 25 lutego 1982
Wcielenie do służby: 21 września 1986
Przynależność: Flota Północna
- „Wariag”

Numer burtowy: 108
Wcześniejsza nazwa okrętu: „Czerwona Ukraina”
Położenie stępki: 1979
Wodowanie: 28 sierpnia 1983
Wcielenie do służby: 16 października 1989
Przynależność: Flota Pacyfiku
- „Ukraina”

Wcześniejsze nazwy okrętu: „Komsomolec”, „Admirał Fłota Łobow”
Położenie stępki: 1985
Wodowanie: 11 sierpnia 1990
W 1993 roku gotowy w 75% okręt został przekazany Ukrainie. W lutym 1998 prezydent Ukrainy podjął decyzję o kontynuowaniu jego budowy. Na początku 2007 roku stopień gotowości okrętu był szacowany na około 96%, a na pełne ukończenie jego konstrukcji potrzebnych było 30 milionów dolarów. W lutym 2007 Rosja i Ukraina zdecydowały o wspólnym ukończeniu budowy „Ukrainy” i odsprzedaniu jej innemu państwu (najprawdopodobniej Chinom lub Indiom).